# Samtenes Buch
Das Samtene Buch (russisch Бархатная книга, Barchatnaja kniga) war im Russischen Reich ein genealogisches Register der Bojaren- und der Adelsgeschlechter. Seinen Namen verdankt es dem roten Samt, das den Einband schmückte. Es wurde 1687 im Zusammenhang mit der Aufhebung des Mestnitschestwo-Systems erstellt, das die Rangordnung der Adelsgeschlechter festlegte, und fünf Jahre zuvor durch einen Ukas des Zaren Fjodor III. für veraltet erklärt wurde.  Ebenfalls wurden das Führen der früheren Amtsbücher (russisch Разрядные книги) eingestellt. Das Samtene Buch beinhaltete die Information aus früheren genealogischen Registern und Ahnentafeln. Für seine Erstellung wurde ab 1682 eine spezielle Kommission eingesetzt. Sie erhielt von ca. 560 einflussreichen Familien ihre genealogischen Aufzeichnungen und Nachweise und verarbeitete diese. Das Samtene Buch wurde 1787 an der Moskauer Universität von Nikolai Nowikow erstmals veröffentlicht und ist heute eine wertvolle Quelle für die russische Genealogieforschung.